# 宝岛骨螺
宝岛骨螺（学名：Murex trapa）是新腹足目骨螺科骨螺属的一种。主要分布于马来西亚、印度尼西亚、中国大陆、台湾，常栖息在浅海沙底、低潮线下。